# Orthotrichum pariatum
Orthotrichum pariatum är en bladmossart som beskrevs av Mitten 1869. Orthotrichum pariatum ingår i släktet hättemossor, och familjen Orthotrichaceae. Inga underarter finns listade i Catalogue of Life.